# Gorr Minasjan
Gorr Minasjan (arm. Գոռ Մինասյան; ur. 25 października 1994 w Giumri) – ormiański sztangista, wicemistrz olimpijski i czterokrotny medalista mistrzostw świata.

## Kariera
Podczas igrzysk olimpijskich w Rio de Janeiro w 2016 roku zdobył srebrny medal w wadze superciężkiej. 
W tym samym roku był też drugi na mistrzostwach Europy w Førde, a rok wcześniej wywalczył brązowy medal mistrzostw świata w Houston. Jest także złotym medalistą letniej uniwersjady (Tajpej 2017).
W 2021 na mistrzostwach świata uzyskał w dwuboju wynik 448 kg i otrzymał brązowy medal.
Srebrny medalista Letnich Igrzysk Olimpijskich Młodzieży 2010 w Singapurze w kat. +85 kg.